# Alfred Ernest Fripp
Alfred Ernest Fripp (* 29. Juni 1866 in Ottawa, Ontario; † 25. März 1938) war ein kanadischer Rechtsanwalt und Politiker.
Fripp wurde in Ottawa in Ontario als Sohn von Sidney Bowles Fripp geboren. Erstmals wurde er als Vertreter der historischen konservativen Partei bei der Unterhauswahl 1911 für den die Stadt Ottawa umfassenden Wahlbezirk (engl. Riding) Ottawa (City of) als Abgeordneter in das kanadische Unterhaus gewählt. Bei der Wahl 1917 konnte er sein Mandat verteidigen, verlor es aber in der Wahl im Jahr 1921. Im Jahr 1933 wurde er für die Provinz Ottawa in den kanadischen Senat berufen. Er verstarb 1938 noch während seines Mandats.
Seit 1894 war Fripp mit Clementine Bell verheiratet.